# Yō Yoshinari
Yō Yoshinari (吉成曜?) (Tokyo, 6 maggio 1971) è un animatore e character designer giapponese.
È riconosciuto dal modo in cui rappresenta il volume e la prospettiva usando le sfere, in particolare per il fumo e le esplosioni, nonché per i fluidi movimenti dei suoi personaggi. Una delle opere più influenti per lui è Nijitte Monogatari di Kazuo Koike, con il suo stile artistico particolarmente visibile in Tengen Toppa Gurren Lagann e Little Witch Academia. Yoshinari è entrato nel mondo degli anime attraverso l'influenza di suo fratello maggiore, Kou Yoshinari. Dopo aver lasciato la scuola professionale, fece domanda per entrare nella Gainax e la Madhouse. Non ricevendo risposta dalla Gainax, però si unì alla Madhouse. A causa di un errore la Gainax non riuscì a elaborare la sua domanda fino a tre mesi dopo. Non volendo spiegare le ragioni del suo cambio, Yoshinari disse alla Madhouse che "essere un animatore è troppo difficile per me", e passò definitivamente allo studio Gainax. Yoshinari si unì allo studio Gainax subito dopo la chiusura di Nadia - Il mistero della pietra azzurra. Ha lavorato, fra le altre cose, a Blue Uru e Neon Genesis Evangelion.